# Harvey J. Alter
Harvey James Alter (* 12. září 1935 New York) je americký lékařský výzkumník a profesor, virolog a nositel Nobelovy ceny, který je známý především díky své práci, jež vedla k objevu viru hepatitidy C. Jeho výzkum položil základ pro vývoj screeningových programů dárců krve, které mají zabránit přenosu hepatitidy pomocí krevní transfuze.
Alter se svým výzkumným týmem v polovině sedmdesátých let 20. století prokázal na základě přenosových studií na šimpanzech, že většina případů hepatitidy po transfuzi není způsobena viry hepatitidy A ani hepatitidy B. Zjistili, že infekce způsobuje nová forma hepatitidy, původně nazývaná hepatitida non-A, non-B, a že původcem je pravděpodobně virus. Jejich práce nakonec vedla v roce 1988 k objevu viru hepatitidy C (HCV), za což se v roce 2020 spolu s Michaelem Houghtonem a Charlesem M. Ricem podělil o Nobelovu cenu za fyziologii a lékařství. Alter prokázal, že neznámý virus je běžnou příčinou nevysvětlitelné chronické hepatitidy přenášené krví, Houghton izoloval genom nového viru, který byl pojmenován virus hepatitidy C a Rice poskytl poslední klíčový důkaz, že infekce virem hepatitidy C může sama o sobě způsobit hepatitidu.

## Mládí a studia
Alter se narodil 12. září 1935 v New Yorku v židovské rodině. Na střední škole byl vedoucím redaktorem školních novin, kam psal humorné a někdy i vážné úvodníky. Studoval na Rochesterské univerzitě ve státě New York, kde získal v roce 1956 bakalářský a v roce 1960 lékařský titul. Nastoupil na stáž v nemocnici Strong Memorial a poté přešel do Bethesdy v Marylandu, kde pracoval v letech 1961–1964 v Klinickém centru Národního ústavu zdraví (NIH).

## Vědecká kariéra
Po roční stáži na Washingtonské univerzitě v Seattlu pracoval jako odborný asistent v oboru hematologie v Georgetownské univerzitní nemocnici ve Washingtonu, D.C. (1965-66). Následně působil jako ředitel hematologického výzkumu (1966-69) v Georgetownu. V roce 1969 se vrátil do NIH v Bethesdě a nastoupil na oddělení transfuzního lékařství jako vedoucí výzkumný pracovník, kde působil po zbytek své kariéry. V roce 1972 se stal vedoucím oddělení infekčních nemocí a v roce 1987 zástupcem ředitele pro výzkum na oddělení transfuzního lékařství v Klinickém centru Warrena Granta Magnusona v NIH a tyto funkce rovněž zastával po celou dobu své kariéry.

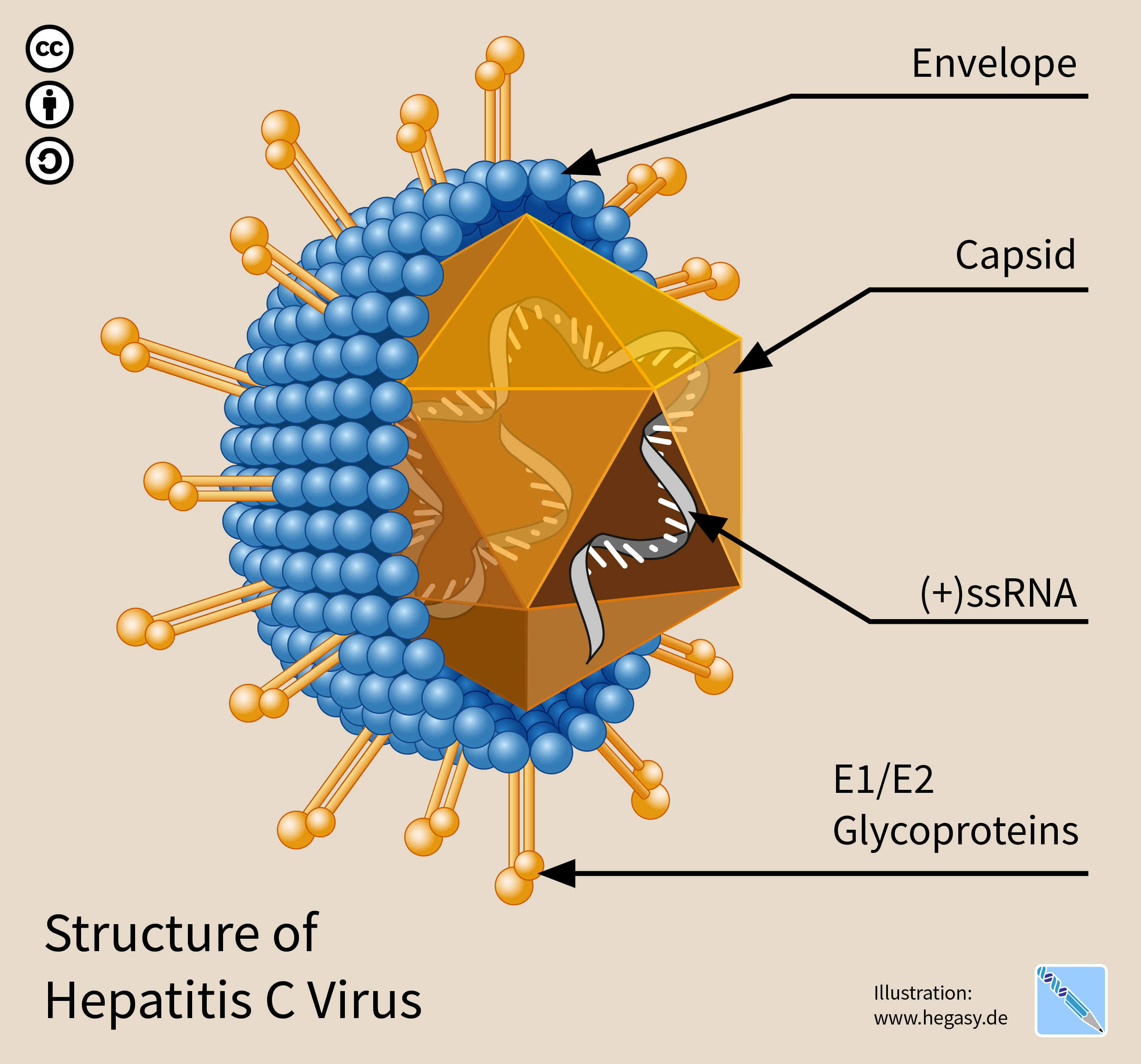
Virus hepatitidy C

Jako mladý vědecký pracovník Alter spolu s Baruchem Blumbergem v roce 1964 objevili australský antigen, který je klíčem k detekci viru hepatitidy B (HBV). Blumberg byl za své objevy v roce 1976 oceněn Nobelovou cenou. Alter prosadil v Klinickém centru skladování krevních vzorků pacientů, které se staly klíčovými pro odhalení příčin a snížení rizika potranfuzní hepatitidy.
V polovině 70. let Alter a jeho výzkumný tým prokázali, že většina případů hepatitidy po transfuzi není způsobena viry hepatitidy A nebo B. Byl hlavním řešitelem výzkumných projektů, v nichž se na základě přenosových studií u šimpanzů zjistilo, že infekci způsobuje nová forma hepatitidy typu non-A, non-B. Ke stejnému závěru došel nezávisle Edward Tabor, vědecký pracovník amerického Úřadu pro kontrolu potravin a léčiv. V roce 1988 potvrdila Alterova skupina přítomnost nového viru hepatitidy ve skladovaných krevních vzorcích pacientů s hepatitidou non-A, non-B a v dubnu 1989 byl objev viru non-A, non-B, přejmenovaného na virus hepatitidy C, publikován v časopise Science. Alterova práce byla zásadní pro zavedení programů screeningu dárců krve, které snížily výskyt potranfuzní hepatitidy téměř na nulu.
V dlouhodobých prospektivních studiích Alter pomohl objasnit přirozený průběh infekce HCV a prokázal, že tato infekce často přechází do chronické hepatitidy, z níž se později vyvíjí cirhóza vedoucí k úmrtí.

## Vyznamenání a ocenění
Alterovi byla v roce 2000 udělena prestižní cena Alberta Laskera za klinický lékařský výzkum za práci, která vedla k objevu viru způsobujícího hepatitidu C. Alter a Michael Houghton byli oceněni za vývoj metod krevního screeningu, které v USA v podstatě eliminovaly riziko potransfuzní hepatitidy. V roce 2002 byl jako první vědec Klinického centra zvolen do Národní akademie věd USA a byl také zvolen do Institutu medicíny. V roce 2013 obdržel kanadskou Gairdnerovu mezinárodní cenu, která se uděluje vědci, jehož poznatky mají nebo mohou mít významný dopad na zdravotní péči v rozvojovém světě. V roce 2015 obdržel Alter Friesovu cenu za zlepšování zdraví. Byl oceněn „za svůj vědecký výzkum a vůdčí schopnosti při převádění vědy do praxe, díky nimž zabránil milionům nových infekcí a případů závažných onemocnění a úmrtí způsobených viry hepatitidy C a B a HIV“.
V roce 2020 získal spolu s Michaelem Houghtonem a Charlesem Ricem Nobelovu cenu za fyziologii a lékařství za objev viru hepatitidy C, který představuje závažný zdravotní problém způsobující cirhózu a rakovinu jater u lidí na celém světě. Jejich objev vedl k vývoji vysoce citlivých krevních testů, které, jak poznamenal Nobelův výbor, „v podstatě eliminovaly potransfuzní hepatitidu v mnoha částech světa, což výrazně zlepšilo globální zdraví“. Jejich objev také umožnil rychlý vývoj antivirotik zaměřených na léčbu hepatitidy C. Poprvé v historii lze nyní tuto nemoc léčit, což zvyšuje naději na vymýcení viru hepatitidy C z celosvětové populace.

## Osobní život
V roce 1965 se oženil s Barbarou Baileyovou, se kterou se seznámil během stáže na hematologii v NIH. Manželství ale po 12 letech skončilo. Syn Mark se stal rovněž doktorem medicíny a dcera Stacey je učitelkou. V roce 1984 se oženil s Diane Dowlingovou a má dvě nevlastní dcery, Lydii Rodinovou a Erinn Torresovou. Dohromady má 9 vnoučat.